# Ramadhan Nsanzurwimo
Ramadhan Nsanzurwimo (ur. w 1966) – burundyjski trener piłkarski.

## Kariera trenerska
Ramadhan przeniósł się do Malawi w 1997 z rwandyjskiego Kiyovu F.C. Od 1997 do 2001 roku trenował Big Bullets F.C. W 2001 roku pracował jako trener malawijskiego Mighty Wanderers F.C. Zmienił Malawi w 2002 roku na Mauritius i potem jeden sezon prowadził botswański Township Rollers. Jednym z jego niezapomnianych osiągnięć jest, kiedy awansował z AmaZulu FC do Premier Soccer League w RPA z Narodowej Pierwszej Dywizji. Też współpracował z piłkarską reprezentacją Malawi w czasie pobytu w Malawi. Następnie trenował w RPA Black Leopards, Tembisa Classic F.C. (jako asystent), Fidentia Rangers F.C. i Durban Stars F.C.